# Вуду (актёр)
Вуду (англ. Voodoo, настоящее имя Александр Бойсверт англ. Alexandre Boisvert, род. 24 сентября 1977 года, Торонто, Онтарио, Канада) — канадский порноактёр, лауреат премии AVN Awards.

## Биография и карьера
В сентябре 1999 года Вуду вместе с другом покинули Канаду и предприняли кросс на мотоциклах по США. В следующем месяце, октябре 1999 года, они без денег прибыли в Калифорнию и начали работать порноактёрами, связавшись со студией Vivid Entertainment и сославшись на Джима Саута.
В декабре 2012 года Вуду и порноактриса Карли Монтана запустили реалити-порно сайт MiPhoneSex.com на XXXFastPass Network. В мае 2016 года Вуду появился в качестве гостя на «шоу Тодда Шапиро» (The Todd Shapiro Show), обсуждая свою карьеру в порно.

## Личная жизнь
Женился на порноактрисе Николь Шеридан в октябре 2000 года. Во время их совместного брака и порнокарьеры, они всегда работали вместе, даже во время групповых сцен. Они также использовали презервативы со всеми, кроме друг друга; их брак длился 10 лет.

## Премии и номинации
| Год  | Церемония  | Результат | Номинация | Работа                             |
| ---- | ---------- | --------- | --- | ---------------------------------- |
| 2001 | AVN Award  | Номинация | Best Couples Sex Scene- Video (вместе с Ginger Paige) | Dark Angels                        |
| 2001 | AVN Award  | Номинация | Best Couples Sex Scene- Video (вместе с Джинджер Линн) | New Wave Hookers 6                 |
| 2001 | XRCO Award | Номинация | Best New Stud | н/д                                |
| 2002 | AVN Award  | Победа    | Best Anal Sex Scene - Film (вместе с Nicole Sheridan) | Taboo 2001                         |
| 2002 | AVN Award  | Номинация | Best Group Sex Scene - Video (вместе с Nicole Sheridan и Joel Lawrence) | Cellar Dweller 4                   |
| 2003 | AVN Award  | Номинация | Best Group Sex Scene – Film (вместе с Джессикой Дрейк и Николь Шеридан) | Falling From Grace                 |
| 2003 | XRCO Award | Номинация | Three-Way Sex Scene (вместе с Джессикой Дрейк и Николь Шеридан) | Falling From Grace                 |
| 2004 | AVN Award  | Номинация | Best Sex Scene Coupling – Video (вместе с Николь Шеридан) | Fetish: The Dream Scape            |
| 2005 | AVN Award  | Победа    | Best Oral Sex Scene – Film (вместе с Джессикой Дрейк, Chris Cannon и Cheyne Collins) | The Collector                      |
| 2005 | AVN Award  | Номинация | Best Couples Sex Scene – Video (вместе с Николь Шеридан) | Hustler Centerfolds                |
| 2005 | XRCO Award | Номинация | Sex Scene - Couple (вместе с Николь Шеридан) | Hustler Centerfolds                |
| 2006 | AVN Award  | Номинация | Best Group Sex Scene – Film (вместе с Алексис Амор и Николь Шеридан) | Sentenced                          |
| 2006 | XRCO Award | Номинация | Best On-Screen Couple (вместе с Николь Шеридан) | Just One Look                      |
| 2007 | AVN Award  | Победа    | Best Group Sex Scene – Video (вместе с Белладонной, Мелиссой Лорен, Дженной Хейз, Джианной Майклз, Сандрой Ромейн, Adrianna Nicole, Флауэр Туччи, Сашей Грей, Николь Шеридан, Marie Luv, Кэролайн Пирс, Lea Baren, Джевел Марсо, Jean Val Jean, Кристианом XXX, Chris Charming, Эриком Эверхардом, Mr. Pete, Рокко Сиффреди) | Fashionistas Safado: The Challenge |
| 2008 | AVN Award  | Номинация | Best Actor, Video | Insertz                            |
| 2009 | AVN Award  | Номинация | Best Supporting Actor | The Wicked                         |
| 2009 | AVN Award  | Номинация | Unsung Male Performer Of The Year | н/д                                |
| 2010 | AVN Award  | Номинация | Best Actor | The Cougar Hunter                  |
| 2010 | XBIZ Award | Номинация | Acting Performance of the Year — Male | The Cougar Hunter                  |
| 2011 | AVN Award  | Номинация | Best Three-Way Sex Scene (G/G/B) (вместе с Санни Леоне и Дейзи Мэри) | Sunny’s B/G Adventure              |
| 2013 | AVN Award  | Номинация | Best Boy/Girl Sex Scene (вместе с Samantha Saint) | The Insatiable Miss Saint          |
| 2013 | AVN Award  | Номинация | Best Boy/Girl Sex Scene (вместе с Riley Reid) | Ultimate Fuck Toy: Riley Reid      |
| 2013 | AVN Award  | Номинация | Best Double Penetration Sex Scene (вместе с Alexis Ford и Chris Strokes) | Alexis Ford Darkside               |
| 2013 | AVN Award  | Номинация | Best Three-Way Sex Scene (B/B/G) (вместе с Samantha Saint и James Deen) | The Insatiable Miss Saint          |
| 2013 | AVN Award  | Номинация | Best Three-Way Sex Scene (B/B/G) (вместе с Abella Anderson и Chris Strokes) | Ultimate Fuck Toy: Abella Anderson |
| 2014 | AVN Award  | Победа    | Unsung Male Performer of the Year | н/д                                |